# Wande Abimbola
Wándé Abímbọ́lá (Oyo, Nigeria, 1932, también escrito sin grafía yoruba, Wande Abimbola, pronunciado Wandé Abimbolá) es un académico nigeriano, profesor de lengua y literatura yoruba y ex-vicerrector de la Universidad de Ife (ahora Universidad Obafemi Awolowo, en Ife, Nigeria). También ha ocupado el cargo político de Dirigente Mayor del Senado de la República Federal de Nigeria. 
En 1981, Abímbọ́lá fue nombrado Àwísẹ Awo Àgbàyé por el Ooni de Ife (jefe o Oba de Ife) en la recomendación de un cónclave de Babalawos de Yorubalandia.

## Origen
Abimbola nació en Oyo, Nigeria. El Awise proviene de una familia de titulares tradicionales. Su padre, el jefe Abimbola Iroko, era un famoso cazador y guerrero que sirvió como Asipade (líder de la comunidad Oggun) de Oyo. Su madre era una alta sacerdotisa de Shango (Changó).

## Estudios académicos
Abimbola recibió su primer título en Historia de University College, Ibadán, en 1963 cuando esa universidad estaba afiliada a la Universidad de Londres. Recibió su Maestría en Lingüística de la Universidad Northwestern, Evanston, Illinois, en 1966, y su Doctorado en Filosofía en Literatura Yoruba de la Universidad de Lagos en 1971. Abimbola fue el primer graduado de doctorado de la Universidad de Lagos. Se convirtió en profesor titular en 1976.
Abimbola enseñó en tres universidades nigerianas, a saber, la Universidad de Ibadán de 1963 a 1965, la Universidad de Lagos de 1966 a 1972 y la Universidad de Ifé de 1972 a 1991. También ha enseñado en varias universidades de EE. UU.,  incluyendo la Universidad de Indiana, la Amherst College, la Universidad de Harvard, la Universidad de Boston, la Universidad Colgate, y más recientemente, la Universidad de Louisville. Abimbola ha escrito libros sobre cultura ifá y yoruba. En 1977, la poesía de adivinación Ifá de Abimbola fue publicada por NOK Publishers International.

## Experiencia laboral

### Administración universitaria
- 1982–1990 Vicecanciller, Universidad de Ile-Ife (ahora Universidad Obafemi Awolowo).
- 1977–1979 Decano, Facultad de Artes, Universidad Obafemi Awolowo, Ile-Ife.
- 1975-1977; 1979-80; 1981–82 Jefe, Departamento de Lenguas y Literaturas Africanas, Universidad Obafemi Awolowo, Ile-Ife. (Wande Abimbola fue el fundador de este departamento).

### Experiencia académica
- 1982–1990 Vicecanciller, Universidad de Ile-Ife (ahora Universidad Obafemi Awolowo).
- 1977–1979 Decano, Facultad de Artes, Universidad Obafemi Awolowo, Ile-Ife.
- 2004–2005 Visiting Scholar distinguido en el Departamento de Estudios Liberales, Universidad de Louisville, Louisville, KY.
- 1999 Profesor de Humanidades en el Departamento de Inglés, Colgate University, Hamilton, NY.
- 1998—2003 Profesor en el Departamento de Religión, Universidad de Boston, Boston, MA.
- 1997 Profesor de Humanidades en Africana y Estudios Latinoamericanos, Colgate University, Hamilton, NY.
- 1996-1997 Miembro, W.E.B. Instituto Du Bois y Departamento de Estudios Afroamericanos, Universidad de Harvard, Cambridge.
- 1990—1991 Académico en residencia y profesor visitante de estudios negros, Amherst College, Amherst, Massachusetts.
- 1980-1981 Visitante Henry R. Luce Profesor de Ética Religiosa Comparada, Amherst College, Amherst, Massachusetts.
- 1976-1990 Profesor de Lenguas y Literaturas Africanas, Universidad Obafemi Awolowo, Ile-Ife, Nigeria.
- 1973 Profesor Asociado de Folklore, Universidad de Indiana, Bloomington, Indiana.
- 1971 Profesor asistente visitante de folklore, Universidad de Indiana, Bloomington, Indiana.
- 1966-1972 Profesor, Escuela de Estudios Africanos y Asiáticos, Universidad de Lagos, Lagos, Nigeria.
- 1963-1965 Junior Research Fellow, Instituto de Estudios Africanos, Universidad de Ibadán, Ibadán, Nigeria.

### Nombramientos políticos, culturales y de servicio público.
- 2005 - hasta la fecha Director, Premio de la Proclamación del Patrimonio Cultural Inmaterial de la UNESCO a Nigeria, Asunto: Ifa.
- 2003–2005 Asesor del Presidente de Nigeria sobre asuntos tradicionales y asuntos culturales, Oficina de la Presidencia, República Federal de Nigeria, Abuya, Nigeria.
- 1995—1998 Miembro, Consejo para las Religiones del Mundo.
- 1992—1993 Líder de la mayoría del Senado, Senado de la República Federal de Nigeria, Abuya, Nigeria.
- 1992 Asesor especial del gobernador del estado de Oyo, Nigeria.
- 1990: hasta la fecha Instalado como Asiwaju Awo de Remo, Nigeria.
- 1988—1989 Miembro, Comité Ejecutivo, Asociación de Universidades de la Commonwealth.
- 1986: hasta la fecha Instalado como Elemoso de Ketu, República de Benín.
- 1981 - hasta la fecha Presidente, Congreso Internacional de Orisa Tradición y Cultura.
- 1981 - hasta la fecha Instalado como Awise Awo Ni Agbaye (literalmente portavoz mundial de la religión Ifa y Yoruba).
- 1981-1989 presidente, Junta de Gobierno, Oyo State College of Arts and Science, Ile-Ife.
- 1979-1982 presidente del Comité de Turismo del Estado de Oyo.
- 1978—1984 presidente, junta directiva, University of Ife Guest Houses Limited.
- 1976-1978 presidente, Oyo State Broadcasting Corporation.
- 1974—1984 presidente de la Junta de Gobernadores, Olivet Baptist High School, Olivet Heights, Oyo.
- 1974–1976 presidente, Oyo Zonal Health Board y miembro del Consejo Estatal de Salud.
- 1971 - hasta la fecha Consagrado como Babalawo (Sacerdote de Ifá).

### Otra experiencia profesional
- 1972-1979 Editor, Yoruba, Revista de la Asociación de Estudios Yoruba de Nigeria.
- 1970-1972 Editor, Lagos Notes and Records, Boletín del Instituto de Estudios Africanos y Asiáticos, Universidad de Lagos, Lagos, Nigeria